# Tamaya
Ein Tamaya (jap. 霊屋, „Geistersims“; auch mit Honorativpräfix 御霊屋 otamaya / mitamaya, 祖霊舎 soreisha „Ahnengeisterherberge“ oder 霊廟 reibyō „Geisterahnentempel“) ist ein Altar im Ahnenkult des Shintō, der dem Gedenken der Toten gewidmet ist. Gewöhnlich sind darin ein Spiegel oder eine Tafel (tamashiro) mit einer namentlichen Auflistung der verstorbenen Familienmitglieder zu finden. Auch für die Familie nicht durch Blutsverwandtschaft, sondern anderweitig wichtig gewordene Personen können im Tamaya aufgelistet und als sorei verehrt werden. Die mitama (Seelen) der solcherart Verzeichneten gelten als im Tamaya eingeschreint.
Da die buddhistischen Bestattungsriten die Religion in Japan dominieren, sind Tamaya wesentlich seltener in den Heimen japanischer Familien zu finden als ihr buddhistisches Gegenstück, die Butsudan. Die Tamaya sind zumeist auch unterhalb der stärker verehrten Kamidana aufgebaut. 
Der erste Tamaya wurde 1599 im Toyokuni-Schrein (豊国神社) in Kyōto für Toyotomi Hideyoshi erbaut, wurde aber später durch die Tokugawa zerstört. 
Später wurden die Tamaya allgemein für japanische Adlige, militärische Helden und andere Personen mit hohem Ansehen auf den Geländen der buddhistischen Tempel und Shintō-Schreine errichtet. Diese Praxis verbreitete sich in der Edo-Zeit und später dann verstärkt durch die Kokugaku-Bewegung und bildete einen zentralen Teil der shintōistischen Bestattungsrituale (神葬祭, shinsōsai), bei der kurz vor dem Begräbnis einer Person dessen Geist gebeten wird, über das Haus bzw. die Familie zu wachen. Für 50 Tage nach dem Sterbedatum werden dem Geist Opfer dargebracht und danach sein Name auf dem tamashiro verzeichnet und im Tamaya hinterlegt. 